# Primera División 1986/87
Die Primera División 1986/87 war die 56. Spielzeit der höchsten spanischen Fußballliga. Sie startete am 30. August 1986 und endete am 21. Juni 1987. Titelverteidiger Real Madrid wurde zum 22. Mal spanischer Meister.
Die Meisterschaft wurde in zwei Phasen ausgespielt. Nach den üblichen 34 Spielen wurden die Teams ihrer Platzierung nach in drei Gruppen (A, B und C) zu je sechs Mannschaften aufgeteilt. Die Punkte aus der ersten Phase wurden hierbei übernommen und ein weiterer Durchgang mit insgesamt zehn Spielen bestritten. In der Gruppe A wurden der Meister sowie die Teilnehmer der internationalen Wettbewerbe ermittelt. In der Gruppe C sollten ursprünglich drei Absteiger ermittelt werden, da jedoch im Verlauf der Saison beschlossen wurde, die Liga auf zwanzig Mannschaften aufzustocken, wurde ein Playoff ausgetragen, aus dem nur ein Team als Absteiger hervorging.

## Vor der Saison
- Als Titelverteidiger ging der 21-malige Meister Real Madrid ins Rennen. Letztjähriger Vizemeister wurde der FC Barcelona.
- Aufgestiegen aus der Segunda División sind Real Murcia, CE Sabadell und RCD Mallorca.

## Vereine
| Verein            | Stadt             | Stadion                       |
| ----------------- | ----------------- | ----------------------------- |
| FC Barcelona      | Barcelona         | Camp Nou                      |
| Español Barcelona | Barcelona         | Estadi Sarrià                 |
| Athletic Bilbao   | Bilbao            | Estadio San Mamés             |
| FC Cádiz          | Cádiz             | Estadio Ramón de Carranza     |
| Sporting Gijón    | Gijón             | El Molinón                    |
| UD Las Palmas     | Las Palmas        | Estadio Insular               |
| Real Madrid       | Madrid            | Estadio Santiago Bernabéu     |
| Atlético Madrid   | Madrid            | Estadio Vicente Calderón      |
| RCD Mallorca      | Palma de Mallorca | Estadio Lluis Sitjar          |
| Real Murcia       | Murcia            | La Condomina                  |
| CA Osasuna        | Pamplona          | Estadio El Sadar              |
| CE Sabadell       | Sabadell          | Nova Creu Alta                |
| Real Sociedad     | San Sebastián     | Estadio de Atotxa             |
| Racing Santander  | Santander         | Estadio El Sardinero          |
| Real Saragossa    | Saragossa         | La Romareda                   |
| Betis Sevilla     | Sevilla           | Estadio Benito Villamarín     |
| FC Sevilla        | Sevilla           | Estadio Ramón Sánchez Pizjuán |
| Real Valladolid   | Valladolid        | Estadio José Zorrilla         |

## Erste Phase

### Tabelle
| Pl. | Verein             | Sp. | S  | U  | N  | Tore    | Diff. | Punkte |
| --- | ------------------ | --- | -- | -- | -- | ------- | ----- | ------ |
| 1.  | Real Madrid (M)    | 34  | 20 | 10 | 4  | 061:290 | +32   | 50:18  |
| 2.  | FC Barcelona       | 34  | 18 | 13 | 3  | 051:220 | +29   | 49:19  |
| 3.  | Español Barcelona  | 34  | 17 | 9  | 8  | 052:300 | +22   | 43:25  |
| 4.  | Sporting Gijón     | 34  | 14 | 9  | 11 | 047:360 | +11   | 37:31  |
| 5.  | RCD Mallorca (N)   | 34  | 14 | 8  | 12 | 042:460 | −4    | 36:32  |
| 6.  | Real Saragossa (P) | 34  | 13 | 10 | 11 | 031:300 | +1    | 36:32  |
| 7.  | Atlético Madrid    | 34  | 13 | 9  | 12 | 037:400 | −3    | 35:33  |
| 8.  | Betis Sevilla      | 34  | 13 | 8  | 13 | 036:430 | −7    | 34:34  |
| 9.  | FC Sevilla         | 34  | 13 | 8  | 13 | 041:350 | +6    | 34:34  |
| 10. | Real Sociedad      | 34  | 13 | 8  | 13 | 045:350 | +10   | 34:34  |
| 11. | Real Murcia (N)    | 34  | 13 | 6  | 15 | 031:430 | −12   | 32:36  |
| 12. | Real Valladolid    | 34  | 11 | 9  | 14 | 031:320 | −1    | 31:37  |
| 13. | Athletic Bilbao    | 34  | 11 | 9  | 14 | 039:400 | −1    | 31:37  |
| 14. | UD Las Palmas      | 34  | 11 | 7  | 16 | 041:480 | −7    | 29:39  |
| 15. | CA Osasuna         | 34  | 8  | 11 | 15 | 024:400 | −16   | 27:41  |
| 16. | Racing Santander   | 34  | 9  | 8  | 17 | 031:490 | −18   | 26:42  |
| 17. | CE Sabadell (N)    | 34  | 7  | 11 | 16 | 028:500 | −22   | 25:43  |
| 18. | FC Cádiz           | 34  | 8  | 7  | 19 | 022:420 | −20   | 23:45  |

Platzierungskriterien: 1. Punkte – 2. Direkter Vergleich (Punkte, Tordifferenz, geschossene Tore) – 3. Tordifferenz – 4. geschossene Tore

| (M) | amtierender Meister              |
| (P) | amtierender Pokalsieger          |
| (N) | Neuaufsteiger der letzten Saison |

### Kreuztabelle
| 1986/87           | Real Madrid | FC Barcelona | Español Barcelona | Sporting Gijón | RCD Mallorca | Real Saragossa | Atlético Madrid | Betis Sevilla | FC Sevilla | Real Sociedad | Real Murcia | Real Valladolid | Athletic Bilbao | UD Las Palmas | CA Osasuna | Racing Santander | CE Sabadell | FC Cádiz |
| ----------------- | ----------- | ------------ | ----------------- | -------------- | ------------ | -------------- | --------------- | ------------- | ---------- | ------------- | ----------- | --------------- | --------------- | ------------- | ---------- | ---------------- | ----------- | -------- |
| Real Madrid       |             | 1:1          | 1:0               | 2:2            | 3:0          | 3:1            | 4:1             | 3:0           | 2:1        | 1:0           | 1:0         | 2:1             | 2:4             | 1:1           | 2:1        | 3:0              | 4:0         | 2:1      |
| FC Barcelona      | 3:2         |              | 1:0               | 0:4            | 3:1          | 0:0            | 1:1             | 2:0           | 1:0        | 1:0           | 2:0         | 3:0             | 4:1             | 4:0           | 4:2        | 2:0              | 3:1         | 2:0      |
| Español Barcelona | 0:0         | 1:1          |                   | 0:0            | 3:1          | 2:0            | 2:1             | 3:1           | 5:1        | 2:2           | 2:0         | 1:0             | 2:1             | 3:1           | 1:0        | 2:0              | 3:1         | 1:0      |
| Sporting Gijón    | 2:2         | 0:0          | 0:1               |                | 2:2          | 1:0            | 1:1             | 3:0           | 3:1        | 0:1           | 4:1         | 3:1             | 2:0             | 1:2           | 3:0        | 2:1              | 2:1         | 2:1      |
| RCD Mallorca      | 1:0         | 1:1          | 1:1               | 1:0            |              | 2:0            | 4:3             | 3:1           | 1:1        | 1:0           | 1:0         | 3:2             | 1:1             | 4:0           | 0:0        | 3:1              | 1:0         | 0:1      |
| Real Saragossa    | 2:2         | 2:0          | 0:0               | 1:1            | 0:0          |                | 1:0             | 2:3           | 2:0        | 1:0           | 0:0         | 0:0             | 0:0             | 2:1           | 1:0        | 4:1              | 2:1         | 1:0      |
| Atlético Madrid   | 1:1         | 0:4          | 1:1               | 1:0            | 3:1          | 2:1            |                 | 1:1           | 0:2        | 1:0           | 2:0         | 1:0             | 2:0             | 1:1           | 1:0        | 0:1              | 1:1         | 2:0      |
| Betis Sevilla     | 2:6         | 0:1          | 2:0               | 1:0            | 1:0          | 0:1            | 2:1             |               | 0:0        | 1:0           | 3:1         | 2:1             | 0:0             | 3:1           | 0:0        | 2:0              | 1:0         | 4:1      |
| FC Sevilla        | 0:1         | 0:0          | 1:0               | 3:0            | 2:1          | 3:0            | 3:0             | 1:2           |            | 1:1           | 4:0         | 2:1             | 3:1             | 1:0           | 1:1        | 2:0              | 0:1         | 0:0      |
| Real Sociedad     | 0:2         | 1:1          | 3:3               | 2:1            | 7:1          | 1:0            | 0:1             | 1:0           | 0:2        |               | 1:1         | 1:2             | 2:1             | 2:1           | 2:0        | 1:1              | 4:1         | 4:0      |
| Real Murcia       | 1:3         | 1:0          | 1:4               | 2:0            | 2:0          | 1:2            | 2:1             | 3:0           | 2:1        | 1:2           |             | 1:0             | 2:0             | 1:0           | 0:0        | 2:1              | 2:0         | 1:0      |
| Real Valladolid   | 1:1         | 0:0          | 1:0               | 2:0            | 0:1          | 1:1            | 0:0             | 2:1           | 1:0        | 1:0           | 4:0         |                 | 2:0             | 2:1           | 1:1        | 2:0              | 1:0         | 1:1      |
| Athletic Bilbao   | 1:2         | 2:2          | 2:1               | 0:0            | 2:1          | 1:0            | 3:0             | 0:0           | 0:1        | 1:1           | 2:0         | 1:0             |                 | 3:0           | 4:1        | 1:2              | 4:2         | 0:0      |
| UD Las Palmas     | 0:1         | 0:0          | 3:2               | 3:4            | 3:0          | 1:1            | 2:1             | 0:0           | 2:1        | 0:1           | 1:1         | 2:0             | 2:1             |               | 2:0        | 3:2              | 0:0         | 5:0      |
| CA Osasuna        | 1:0         | 0:2          | 1:0               | 0:2            | 0:0          | 1:0            | 0:2             | 2:1           | 1:1        | 1:3           | 0:0         | 1:0             | 0:1             | 2:1           |            | 2:0              | 1:1         | 3:0      |
| Racing Santander  | 0:0         | 0:0          | 1:3               | 1:2            | 1:2          | 1:2            | 1:1             | 2:0           | 2:0        | 1:0           | 1:1         | 0:0             | 2:1             | 1:0           | 1:1        |                  | 3:0         | 2:1      |
| CE Sabadell       | 0:1         | 1:1          | 1:1               | 0:0            | 1:3          | 1:0            | 0:2             | 1:1           | 2:2        | 2:2           | 1:0         | 1:0             | 0:0             | 1:0           | 3:1        | 1:1              |             | 1:0      |
| FC Cádiz          | 0:0         | 0:1          | 0:2               | 2:0            | 1:0          | 0:1            | 0:1             | 1:1           | 2:0        | 1:0           | 0:1         | 1:1             | 1:0             | 1:2           | 0:0        | 3:0              | 3:1         |          |

## Zweite Phase

### Meisterschaft
| Pl. | Verein             | Sp. | S  | U  | N  | Tore    | Diff. | Punkte |
| --- | ------------------ | --- | -- | -- | -- | ------- | ----- | ------ |
| 1.  | Real Madrid (M)    | 44  | 27 | 12 | 5  | 084:370 | +47   | 66:22  |
| 2.  | FC Barcelona       | 44  | 24 | 15 | 5  | 063:290 | +34   | 63:25  |
| 3.  | Español Barcelona  | 44  | 20 | 11 | 13 | 066:460 | +20   | 51:37  |
| 4.  | Sporting Gijón     | 44  | 16 | 13 | 15 | 058:500 | +8    | 45:43  |
| 5.  | Real Saragossa (P) | 44  | 15 | 14 | 15 | 046:470 | −1    | 44:44  |
| 6.  | RCD Mallorca (N)   | 44  | 15 | 12 | 17 | 048:650 | −17   | 42:46  |

| (M) | amtierender Meister              |
| (P) | amtierender Pokalsieger          |
| (N) | Neuaufsteiger der letzten Saison |

| [ 1 ]             | Real Madrid | FC Barcelona | Español Barcelona | Sporting Gijón | RCD Mallorca | Real Saragossa |
| ----------------- | ----------- | ------------ | ----------------- | -------------- | ------------ | -------------- |
| Real Madrid       |             | 0:0          | 2:2               | 4:0            | 2:1          | 3:1            |
| FC Barcelona      | 2:1         |              | 2:1               | 2:0            | 3:2          | 1:0            |
| Español Barcelona | 2:3         | 0:0          |                   | 2:1            | 2:1          | 5:0            |
| Sporting Gijón    | 0:1         | 1:0          | 4:0               |                | 1:1          | 1:1            |
| RCD Mallorca      | 1:3         | 2:1          | 2:0               | 2:2            |              | 1:1            |
| Real Saragossa    | 0:4         | 0:1          | 1:0               | 1:1            | 2:2          |                |

### Mittlere Gruppe
| Pl. | Verein          | Sp. | S  | U  | N  | Tore    | Diff. | Punkte |
| --- | --------------- | --- | -- | -- | -- | ------- | ----- | ------ |
| 7.  | Atlético Madrid | 44  | 18 | 11 | 15 | 058:540 | +4    | 47:41  |
| 8.  | Real Sociedad   | 44  | 19 | 9  | 16 | 059:540 | +5    | 47:41  |
| 9.  | Betis Sevilla   | 44  | 18 | 9  | 17 | 061:590 | +2    | 45:43  |
| 10. | Real Valladolid | 44  | 15 | 11 | 18 | 042:450 | −3    | 41:47  |
| 11. | Real Murcia (N) | 44  | 17 | 7  | 20 | 050:630 | −13   | 41:47  |
| 12. | FC Sevilla      | 44  | 14 | 11 | 19 | 051:530 | −2    | 39:49  |

| (N) | Neuaufsteiger der letzten Saison |

| [ 1 ]           | Atlético Madrid |     | Betis Sevilla | Real Valladolid | Real Murcia |     |
| --------------- | --------------- | --- | ------------- | --------------- | ----------- | --- |
| Atlético Madrid |                 | 5:1 | 3:2           | 0:1             | 4:2         | 2:0 |
| Real Sociedad   | 2:1             |     | 2:1           | 2:0             | 2:1         | 2:1 |
| Betis Sevilla   | 2:1             | 5:1 |               | 3:2             | 5:0         | 1:2 |
| Real Valladolid | 1:1             | 0:1 | 1:1           |                 | 2:0         | 1:0 |
| Real Murcia     | 1:2             | 4:0 | 3:2           | 4:1             |             | 2:0 |
| FC Sevilla      | 2:2             | 1:1 | 1:3           | 1:2             | 2:2         |     |

### Relegation
| Pl. | Verein           | Sp. | S  | U  | N  | Tore    | Diff. | Punkte |
| --- | ---------------- | --- | -- | -- | -- | ------- | ----- | ------ |
| 13. | Athletic Bilbao  | 44  | 15 | 12 | 17 | 051:500 | +1    | 42:46  |
| 14. | UD Las Palmas    | 44  | 16 | 9  | 19 | 059:670 | −8    | 41:47  |
| 15. | CE Sabadell (N)  | 44  | 12 | 14 | 18 | 038:590 | −21   | 38:50  |
| 16. | CA Osasuna       | 44  | 12 | 14 | 18 | 040:480 | −8    | 38:50  |
| 17. | Racing Santander | 44  | 12 | 9  | 23 | 046:660 | −20   | 33:55  |
| 18. | FC Cádiz         | 44  | 10 | 9  | 25 | 031:590 | −28   | 29:59  |

| (N) | Neuaufsteiger der letzten Saison |

| [ 1 ]            | Athletic Bilbao | UD Las Palmas | CE Sabadell | CA Osasuna | Racing Santander | FC Cádiz |
| ---------------- | --------------- | ------------- | ----------- | ---------- | ---------------- | -------- |
| Athletic Bilbao  |                 | 4:1           | 1:1         | 0:2        | 3:1              | 1:0      |
| UD Las Palmas    | 1:2             |               | 1:1         | 1:1        | 3:2              | 2:1      |
| CE Sabadell      | 1:0             | 1:2           |             | 2:1        | 1:0              | 2:0      |
| CA Osasuna       | 0:0             | 4:0           | 0:1         |            | 4:0              | 3:2      |
| Racing Santander | 2:0             | 1:3           | 4:0         | 1:1        |                  | 3:0      |
| FC Cádiz         | 1:1             | 2:4           | 0:0         | 1:0        | 2:1              |          |

#### Abstiegsplayoff
|                  | Ergebnis        |                  |
| ---------------- | --------------- | ---------------- |
| Racing Santander | 1:1 (4:3 i. E.) | FC Cádiz         |
| FC Cádiz         | 1:1 (4:3 i. E.) | CA Osasuna       |
| CA Osasuna       | 2:0             | Racing Santander |

| Pl. | Verein           | Sp. | S | U | N | Tore    | Diff. | Punkte |
| --- | ---------------- | --- | - | - | - | ------- | ----- | ------ |
| 1.  | CA Osasuna       | 2   | 1 | 1 | 0 | 003:100 | +2    | 03:10  |
| 2.  | FC Cádiz         | 2   | 0 | 2 | 0 | 002:200 | ±0    | 02:20  |
| 3.  | Racing Santander | 2   | 0 | 1 | 1 | 001:300 | −2    | 01:30  |

Platzierungskriterien: 1. Punkte – 2. Direkter Vergleich (Punkte, Tordifferenz, geschossene Tore) – 3. Tordifferenz – 4. geschossene Tore

## Nach der Saison
Internationale Wettbewerbe
- 1. – Real Madrid – Europapokal der Landesmeister
- 2. – FC Barcelona – UEFA-Pokal
- 3. – Español Barcelona – UEFA-Pokal
- 4. – Sporting Gijón – UEFA-Pokal
- Gewinner der Copa del Rey – Real Sociedad – Europapokal der Pokalsieger

Absteiger in die Segunda División
- 17. – Racing Santander

Aufsteiger in die Primera División
- FC Valencia
- CD Logroñés
- Celta Vigo

## Pichichi-Trophäe
Die Pichichi-Trophäe wird jährlich für den besten Torschützen der Spielzeit vergeben.
| Pl. | Nat.        | Spieler           | Verein            | Tore |
| --- | ----------- | ----------------- | ----------------- | ---- |
| 1   | Mexiko      | Hugo Sánchez      | Real Madrid       | 34   |
| 2   | England     | Gary Lineker      | FC Barcelona      | 20   |
| 3   | Spanien     | Enrique Magdaleno | RCD Mallorca      | 19   |
| 4   | Argentinien | Gabriel Calderón  | Betis Sevilla     | 18   |
| 5   | Spanien     | Poli Rincón       | Betis Sevilla     | 17   |
|     | Spanien     | Pichi Alonso      | Español Barcelona | 17   |

## Die Meistermannschaft von Real Madrid
(Spieler mit mindestens 5 Einsätzen wurden berücksichtigt; in Klammern sind die Spiele und Tore angegeben)
| 1.          | Real Madrid |
| Real Madrid | - Tor: Francisco Buyo (44/-) - Abwehr: José Antonio Camacho (32/-); Chendo (40/-); Manolo Sanchís (36/2); Mino (16/1), José Antonio Salguero (28/1); Jesús Solana (34/2) - Mittelfeld: Ricardo Gallego (37/2); Rafael Gordillo (36/5); Milan Janković (9/1); Míchel (44/5); Miguel Pardeza (25/5); Rafael Martín Vázquez (25/5) - Sturm: Emilio Butragueño (35/11); Juanito (25/1); Hugo Sánchez (41/34); Santillana (18/1); Jorge Valdano (27/7) - Trainer: Leo Beenhakker |